# Ibotyporanga emekori
Ibotyporanga emekori är en spindelart som beskrevs av Huber och Antonio D. Brescovit 2003. Ibotyporanga emekori ingår i släktet Ibotyporanga och familjen dallerspindlar. Inga underarter finns listade i Catalogue of Life.